# Листоїд в'язовий
Листоїд в'язовий або ж лупер садовий (Luperus xanthopoda Schrank, 1781) — шкідливий жук родини листоїдів. Поширений у Лісостепу, Степу, зрідка на Поліссі. Пошкоджує яблуню, грушу, вишню, черешню, глід, шипшину, дуб, фундук, волоський горіх тощо.

## Опис
Жуки чорні, без металевого відтінку, блискучі, вусики жовті з темною верхівкою; тіло видовженоовальне, опукле довжиною 4-6 міліметрів. Передньоспинка в півтора рази ширша від своєї довжини, із закругленими краями; надкрила ширші від передньоспинки, в задній частині слабкорозширені, дрібнокрапкові. Ноги повністю руді чи жовтуваті. У самок довжина вусиків дорівнює довжині тіла.

## Географічне поширення
Ареал розповсюдження лупера садового — Південна Німеччина, Франція, Центральні і Східні Альпи, Угорщина, Австрія, Чехія, Словаччина, Югославія, Румунія, Польща, південна частина Східної Європи, крім Південного Криму, до степового Дагестану і Головного Кавказького хребта.
На півночі ареал лупера садового досягає міста Ярославль, на сході — берегів озер Іссик-Куль і Джети-Огуз.

## Екологія
Зимують жуки; на рослинах з'являються у другій половині травня і на початку червня, в масовій кількості — у Лісостепу в другій і третій декадах травня. Жуки обгризають листки з країв або виїдають у них чисельні отвори неправильної форми. Самки відкладають яйця купками на поверхню ґрунту і в підстилку. Личинки розвиваються в ґрунті на коренях трав'янистих рослин.

## Розмноження
Зимує у фазі жука під опалим листям або в лісовій підстилці. У квітні-травні жуки виходять з місць зимівлі і приступають до харчування молодим листям.
Період спарювання проходить майже відразу після виходу з зимівлі. Самка відкладає яйця купками, до 70 шт. в одній кладці.
Яйце прикріплюється як до верхньої, так і до нижньої сторони листка.
Личинка з'являється в другій половині літа.
Лялечка розміщується на деревах, повиснувши на листках вниз головою, рідше в ґрунті на глибині 2-3 см. Молоде покоління жуків харчується листям до серпня, потім йде на зимівлю. За рік розвиваються два покоління. У південних районах можливі три покоління, а в північних — одне.

## Шкідливість
В'язовий листоїд пошкоджує листя плодових, кісточкових, черемхи, терну, в'яза і багатьох інших листяних порід. Значної шкоди рослинам приносять як жуки, так і личинки. Причому жуки вигризають отвори неправильної овальної форми, а личинки скелетують листя.
У роки масового розмноження лупер садовий пошкоджує і річні пагони, чим викликає їх відмирання. При спалахах масового розмноження завдають шкоди дорослим насадженням. У звичайні роки мають значення тільки в розплідниках і молодняках.
Економічний поріг шкодочинності для лупера садового аналогічний комплексу листогризучих шкідників і встановлюється при пошкодженні 25% листя. Шкідник спостерігається протягом усього сезону.